# Teorema di Floquet
Il teorema di Floquet è relativo alle soluzioni delle equazioni di Maxwell e alle relazioni tra la velocità di gruppo, l'energia accumulata e il flusso di potenza. Tale teorema può essere enunciato come segue: assumendo la direzione di propagazione lungo l'asse z, le soluzioni stazionarie dei campi elettrico e magnetico, relative a un singolo modo di propagazione in una struttura periodica (costituita da celle identiche di periodo L), hanno la proprietà che i campi nelle celle adiacenti sono correlati a costanti moltiplicative complesse uguali per tutte le coppie di celle adiacenti, ossia:
{\displaystyle E(x,y,z-L)=\Gamma E(x,y,z)} .
La dimostrazione del teorema di Gaston Floquet può essere ottenuta attraverso il teorema d'unicità secondo cui le soluzioni di campo elettromagnetico in due strutture a microonde che operano alla stessa frequenza possono differire solo per una costante moltiplicativa complessa che corrisponde fisicamente a due differenti livelli d'eccitazione.